# Sveta Jelena (żupania licko-seńska)
Sveta Jelena – wieś w Chorwacji, w żupanii licko-seńskiej, w mieście Senj. W 2011 roku liczyła 16 mieszkańców.